# Дориат
Дориат (синд. Doriath, в переводе — «Ограждённое Королевство») — в легендариуме Дж. Р. Р. Толкина тайное королевство, в котором правили Тингол и Мелиан, родина Лютиэн.
После Первой Битвы Белерианда Дориат был защищён магическим Поясом Мелиан, названным так в честь его создательницы, жены первого короля Тингола, — непроницаемой чародейской стеной, через которую ни одно разумное живое существо не могло проникнуть, если на то не было воли Тингола.
Столицей Дориата являлся подземный город Менегрот.

## Описание
Дориат представлял собой обширный, покрытый лесами регион, располагавшийся на землях бассейна реки Сирион и её главных притоков — Миндеба, Эсгалдуина, Келона и Ароса.
Территориально в составе Дориата выделялись четыре основных лесных массива: Нелдорет (Таур-на-Нелдор) — северный буковый лес; Ниврим, известный также как Западный предел — небольшой дубовый лес у западной границы Дориата на правом берегу Сириона; Регион — «главный» лес между Аросом и Эсгалдуином; и Арториэн — небольшой восточный лес между Аросом и Келоном. Кроме того, под властью Дориата находились леса Бретиль и Нан Эльмот, хотя оба указанных лесных массива лежали вне границ чародейского Пояса Мелиан. В сущности, король Элу Тингол, владыка эльфов-синдар, рассматривал весь Белерианд — от Гелиона до берегов Великого Моря — как своё владение.
В самом сердце Дориата, на восточном берегу реки Эсгалдуин, существовала естественная природная формация — пустотелый холм со множеством пещер. Незадолго до завершения веков пленения Мелькора Мелиан предрекла своему супругу Тинголу, что мир и безопасность в его владениях долго не продлятся, поэтому, воспользовавшись помощью гномов Белегоста, он перестроил вышеуказанный холм в подземную крепость, получившую имя Менегрот (в переводе с синдарина — «Тысяча пещер»).
Среди всех эльфийских королевств Белерианда Первой Эпохи мира Дориат под властью Тингола считался наиболее могущественным и дольше всех остальных сохранял свою неприкосновенность.

## История Дориата (согласно «Сильмариллиону»)

### Основание
Согласно текстам «Сильмариллиона», во время Великого похода эльдар в Аман последним из эльфийских народов, откликнувшихся на Зов Валар, был народ тэлери, самый многочисленный из всех племён эльдар. Властью у тэлери обладали двое братьев — Эльвэ, ставший впоследствии известный как Элу Тингол, и Ольвэ, будущий владыка Альквалондэ и король тэлери Амана.
Во время перехода через Белерианд Эльвэ вступил под своды леса Нан Эльмот и на долгое время исчез, несмотря на все усилия его соплеменников найти своего короля. В конечном счёте тэлери разделились, и часть народа под предводительством Ольвэ отправилась в Валинор, а оставшиеся поселились в Белерианде, продолжая поиски своего владыки. Тот же, как оказалось впоследствии, в лесу Нан Эльмот встретился с майа Мелиан, они полюбили друг друга с первого взгляда и вступили в брак — единственный из известных браков между Айнур и эльфами. Когда же в 1152 году Древ Первой Эпохи Эльвэ возвратился к своим сородичам вместе с женой, то решил не продолжать путь на Запад, а осесть в лесах Дориата; его подданные последовали примеру короля, и на территории лесов Дориата возникло первое эльфийское королевство Белерианда, которое, впрочем, называлось тогда не Дориат, а Эгладор (в переводе с синдарина «Земля покинутых»).
Мелиан, владевшая даром предвидения, предупредила супруга, что мир Арды не будет длиться вечно. А затем гномы, первыми обнаружившие, что уцелевшие во время Войны Властей твари вновь оживились, сообщили Тинголу о возникшей опасности, и тогда Тингол заказал гномам оружие и доспехи и начал вооружать свой народ. Некоторое время после этого синдар, а также нандор — часть народа тэлери, отставшие во время Великого похода, последними пришедшие в Белерианд и тоже признавшие власть Тингола, — жили мирно.
За почти тридцать человеческих лет до первого восхода Солнца паучиха Унголиант, бежавшая с севера после схватки с Морготом, объявилась во владениях Короля Тингола. Чары Мелиан не допустили её в Нелдорет, и страшная тварь поселилась в ущельях южных склонов Дортониона. С тех пор здешние горы получили название Эред Горгорот, горы Ужаса.

### Дориат и события Войны Самоцветов

#### Первая битва Войны Белерианда
Вернувшись в Средиземье после похищения Сильмариллов, Моргот вновь собрал под своё владычество всех своих слуг, заново отстроил свою цитадель, а над вратами воздвиг тройной пик скалы Тангородрим. Там собрались неисчислимые рати его чудовищ и демонов, а в недрах земли плодилось и размножалось гнусное племя орков, которых Тёмный Владыка наделил дикой жаждой к разрушению и убийству. С возвращением Моргота тёмная тень пала на Белерианд. От врат цитадели Тёмного Владыки до Менегрота — подземного города Тингола — было всего лишь сто пятьдесят лиг.
В 1497 году Древ полчища орков из Ангбанда неожиданно вторглись в пределы Белерианда. Орки обошли Менегрот с двух сторон и отрезали его от Эглареста — города Кирдана Корабела на побережье Фаласа в Западном Белерианде. Гавани были осаждены орками. Тингол отправил гонцов к Дэнетору, и вскоре от него пришёл большой вооружённый отряд. Он принял бой с войском орков. Восточная орда была окружена и разбита на полпути между Аросом и Гелионом. Немногие уцелевшие орки бежали на север и там погибли под топорами гномов. Правда, эльфы тоже понесли серьёзные потери. Воины Дэнетора уступали оркам в вооружении, и сам он пал, не дождавшись подхода основных сил Короля Тингола, жестоко отомстившего за его гибель. Впоследствии многие нандор смешались с народом Тингола.
Возвратившись после победы в Менегрот, Тингол узнал о тяжёлом поражении на западе, где отряды Кирдана были разбиты и оттеснены к самому побережью. Тингол призвал к себе всех свободных эльфов. После Первой Битвы Белерианда леса Нелдорета и Региона были защищены магическим Поясом Мелиан — непроницаемой чародейской стеной, через которую ни одно разумное живое существо не могло проникнуть, если на то не было воли Тингола. С тех пор королевство Тингола, ранее именовавшееся Эгладором, стали называть Дориатом — «Ограждённым Королевством». На остальных территориях Средиземья хозяйничали орки.

### Гибель Дориата
После убийства супруга в 503 году Солнца Мелиан впала в печаль и отрешилась от дел своего королевства, а через некоторое время — удалилась в Валинор. Её чародейская защита покинула страну, и Дориат был беспрепятственно разграблен наугрим (гномами) Ногрода. Оттуда гномы унесли множество сокровищ, среди них был и Наугламир с одним из Сильмариллов. Однако ополчение эльфов Оссирианда во главе с Береном уничтожило наугрим и вернуло сокровища в Дориат (Сильмарилл был возвращён дочери короля Тингола, Лютиэн). Дориатом стал править Диор, сын Берена и Лютиэн.
Второй поход на Дориат был совершён в 506 году эльфами во главе с сыновьями Феанора, которых гнала клятва «уничтожить любого, кто хотел бы завладеть творением их отца Феанора». Но Эльвинг, дочери Диора, удалось бежать и взять с собой Сильмарилл. Позже она стала женой Эарендила и матерью Элронда и Элроса.

## Интересные факты
- После падения Дориата и разрушения Белерианда в ходе Войны Гнева часть прежних обитателей Дориата ушла за Мглистые горы. В частности, из Дориата вышла династия правителей Эрин Галена, Орофер и его сын Трандуил, отец Леголаса.
- Энт Древобород («Властелин колец», том 2 «Две крепости», книга 3), перечисляя погребённые под волнами Великого Моря земли Белерианда, упоминает буковые леса Нелдорета, в которых он любил проводить осенние времена.